# Paracollyria fenestrata
Paracollyria fenestrata är en stekelart som först beskrevs av Joseph Kriechbaumer 1895.  Paracollyria fenestrata ingår i släktet Paracollyria och familjen brokparasitsteklar. Inga underarter finns listade i Catalogue of Life.